# Gostyń
Gostyń (německy v letech 1941 – 1945 Gostingen) je město v Polsku ve Velkopolském vojvodství. Je správním střediskem stejnojmenného okresu a stejnojmenné městsko-vesnické gminy. Nachází se asi 32 km severovýchodně od Lešna, 69 km jihovýchodně od Poznaně, 191 km západně od Lodže a asi 313 km jihozápadně od Varšavy. Na konci roku 2022 zde žilo 20 023 obyvatel.
Sousedními městy jsou Borek Wielkopolski, Dolsk, Krobia, Lešno, Pogorzela a Poniec.

## Historie
První zmínka o městě Gostyń pochází z roku 1275. V roce 1278 získal majitel osady, Mikołaj Przedpełkowic z rodu Łodzia, povolení od knížete Přemysla II. Velkopolského, aby na jejím místě založil město.

## Doprava
Městem protéká říčka Kania, která je napojena na kanál Obry. Prochází tudy státní silnice 12, která v Gostyni tvoří okruh a spojuje ho s Lešnem a Jarocinem. V budoucnosti nebude tato silnice procházet přímo městem, ale bude tvořit jeho severní obchvat. Severem města rovněž prochází vojvodská silnice 434. 

## Památky
Nachází se zde kostel svaté Markéty Antiochijské, v severní části města je kostel blahoslaveného Edmunda Bojanowského. 
V osadě Glogówko, která sice náleží již k jiné gmině (Piaski), ale je v bezprostřední blízkosti města, se nachází bazilika na Svaté Hoře, zasvěcená Neposkvrněnému početí Nejsvětější Panny Marie a svatému Filipu Neri. Nachází se zde rovněž klášter oratoriánů.